# Pauvre Apollon
Pauvre Apollon (Who Mourns for Adonais?) est le deuxième épisode de la deuxième saison de la série télévisée Star Trek. Il fut diffusé pour la première fois le 22 septembre 1967 sur la chaîne NBC.
Pendant l'exploration du système Beta Geminorum, l'équipage de l'Enterprise découvre une forme de vie inconnue sur la planète Pollux IV, se prétendant être de nature divine et être le dieu Apollon.

## Distribution

### Acteurs principaux
- William Shatner : capitaine Kirk (VF : Yvon Thiboutot)
- Leonard Nimoy : Spock (VF : Régis Dubost)
- DeForest Kelley : McCoy
- George Takei : Sulu
- Nichelle Nichols : Uhura
- James Doohan : Scotty
- Walter Koenig : Chekov

### Acteurs secondaires
- Michael Forest : Apollon
- Leslie Parrish : lieutenant Carolyn Palamas
- John Winston : lieutenant Kyle
- Eddie Paskey : lieutenant Leslie
- William Blackburn : lieutenant Hadley
- Roger Holloway : lieutenant Lemli

## Résumé
L'Enterprise navigue dans le secteur de Beta Geminorum près d'une planète qui semble tout à fait ordinaire. Alors qu'ils approchent de son orbite, une main géante arrête le vaisseau. Un visage apparaît sur leur écran, celle d'un homme affirmant qu'il est le dieu Apollon. Il invite une délégation à venir sur sa planète, à l'exception de Spock qu'Apollon considère comme une manifestation du dieu Pan. Le capitaine Kirk, le docteur McCoy, Scotty et Chekov se téléportent à la surface de la planète ainsi que le lieutenant Carolyn Palamas, spécialisée en histoire de l'Antiquité. Cette dernière attire l'intérêt d'Apollon qui tente de la charmer malgré les réticences de Scotty.
En discutant avec Apollon, Kirk et l'équipe restée sur place supposent que celui-ci fait partie d'un groupe d'extraterrestres à la technologie suffisamment avancée, qui jadis étaient venus sur Terre à l'époque de la Grèce antique et avaient été pris pour des dieux. Profitant de son absence, Kirk tente de rechercher d'où Apollon tient son pouvoir et comment faire lever la force qui maîtrise le vaisseau. De son côté, l'équipe restée dans le vaisseau, coupée de toute communication, effectue le même genre de recherches. Pendant ce temps Apollon séduit le lieutenant Carolyn Palamas et lui explique qu'il est le dernier des dieux grecs et que les autres dieux ont disparu.
Après une nouvelle colère d'Apollon dans laquelle il frappe Scotty de la foudre et coupe la voix de Kirk, Chekov remarque que le dieu semble fatigué peu de temps avant de disparaître. À son retour, les humains tentent de l'énerver afin qu'il décharge son énergie mais le lieutenant Palamas s'interpose en réclamant sa clémence. Le plan échoue. Lorsqu'ils sont seuls, le capitaine Kirk demande à Carolyn Palamas de se souvenir qu'elle fait partie des êtres humains et qu'ils risquent de tous finir esclaves d'Apollon.
Spock et Uhura réussissent à contacter le capitaine Kirk. Ils ont trouvé que le lieu où se trouve la source des pouvoirs d'Apollon est le petit temple où est son trône. De son côté Palamas réussit à mettre Apollon en colère après lui avoir avoué qu'elle ne l'aime pas et qu'il est juste un sujet d'étude pour ses travaux sur l'antiquité grecque. Alors que le dieu s'énerve, des rayons lasers sont projetés depuis l'Enterprise contre son trône, ce qui le détruit. Sans plus aucun pouvoir et rejeté par une mortelle, Apollon en appelle aux anciens dieux et disparaît. Kirk rappelle à Carolyn, dévastée, qu'Apollon fut autrefois l'inspirateur des arts et de la philosophie.

## Autour de l'épisode
- L'épisode Le Retour de Kukulhan de la série animé Star Trek voit le retour sur Terre d'un extraterrestre qui avait été autrefois traité comme un dieu.
- C'est le premier épisode introduisant le comique de répétition où Chekov trouve une origine russe à quelque chose qui n'en a pas. (Ici, Les Aventures d'Alice au pays des merveilles).
- Le titre en version originale est tiré du poème Adonais de Percy Shelley sur la mort de l'écrivain John Keats.
- Apollon cite le nom d'autres dieux du panthéon grec (notamment Héra et Athéna) ainsi que des héros de l’Iliade et de l’Odyssée.

## Production

### Écriture
L'épisode fut écrit par le scénariste Gilbert Ralston sur une proposition du producteur exécutif de la série Gene Roddenberry en décembre 1966. Le scénario fut finalisé le 19 avril 1967 avant d'être réécrit partiellement par le producteur Gene L. Coon, la scénariste D. C. Fontana et Roddenberry au cours du mois de mai 1967. Dans le scénario original, une dernière scène devait établir que Carolyn Palamas est finalement tombée enceinte d'Apollon. Cette scène fut supprimée car rendant l'épisode trop amer.

### Casting
À l'origine, le réalisateur voulait Jon Voight pour le rôle d'Apollon mais celui-ci était indisponible. Le nom de Michael Forest leur fut alors suggéré par le San Diego Shakespeare festival. Contrairement aux volontés initiales de l'équipe qui cherchait un acteur shakespearien, Forest leur proposa de jouer avec un accent méditerranéen. Lui et Leonard Nimoy avaient autrefois joué deux frères dans l'épisode La course à Tumavaca de la série western Laramie.

### Tournage
Le tournage eut lieu du 31 mai au 8 juin 1967 dans les studios de la compagnie Desilu Productions sur Gower Street à Hollywood sous la direction de Marc Daniels.
Le temple d'Apollon et la forêt autour furent érigés en studio. La robe que porte Leslie Parrish fut réutilisée pour un autre de ses rôles dans un épisode de Mannix l'année suivante.

### Post-production
La musique de cet épisode fut composée par Fred Steiner. Elle fut réutilisée pour de nombreux autres épisodes de la série notamment Requiem pour Mathusalem.

## Diffusions

### Diffusion aux États-Unis
L'épisode fut retransmis à la télévision pour la première fois le 22 septembre 1967 sur la chaîne NBC en tant que deuxième épisode de la deuxième saison.

### Diffusion au Royaume Uni et au Québec
L'épisode fut diffusé au Royaume Uni le 27 avril 1970 sur BBC One.
En version francophone, l'épisode fut diffusé au Québec en 1971. 

### Diffusion en France
En France, l'épisode est diffusé le 10 juillet 1986 lors de la rediffusion de l'intégrale de Star Trek sur La Cinq.

## Réception critique
L'épisode est l'un des préférés du réalisateur Marc Daniels, le tournage s'étant passé sans incident, « tout à fait comme prévu ».
Dans un classement pour le site Hollywood.com, Christian Blauvelt place cet épisode à la 35e position sur les 79 épisodes de la série originelle. 
Sur le site The A.V. Club, Zack Handlen donne à l'épisode la note de C considérant que l'épisode est mémorable, mais désavantagé par une écriture paresseuse et des dialogues bizarres.
L'épisode eut une sorte de suite dans une websérie créée par les fans, nommée Star Trek Continues dont le premier épisode en 2013 nommé Pilgrim of Eternity voit le retour d'Apollon joué par Michael Forest.

## Adaptations littéraire
L'épisode fut romancé sous forme d'une nouvelle écrite par James Blish dans le livre « Star Trek 7 », un recueil compilant différentes histoires de la série et sorti en 1972 aux éditions Bantam Books. La nouvelle se termine comme dans le script original par un dialogue entre Kirk et McCoy, s'apercevant que le lieutenant Palamas est enceinte d'Apollon.
Dans une série de livres nommés Star Trek: New Frontier écrite par Peter David, l'un des personnages, Mark McHenry, est le fils de Carolyn Palamas et d'Apollon.

## Éditions commerciales
Aux États-Unis, l'épisode est disponible sous différents formats. En 1988 et 1990, l'épisode est sorti en VHS et Betamax. L'épisode sortit en version remastérisée sous format DVD en 1999 et 2004.
L'épisode connut une version remasterisée sortie le 12 janvier 2008 : l'épisode se vit pourvu de nombreux nouveaux effets spéciaux, notamment les plans de la planète d'Apollon vue de l'espace et les plans de l'Enterprise qui ont été refaits à partir d'images de synthèse. L'effet de la main qui retient le vaisseau a été entièrement refait ainsi que les plans des lasers détruisant le temple à la fin de l'épisode. Cette version est comprise dans l'édition Blu-ray, diffusée en septembre 2009.
En France, l'épisode fut disponible avec l'édition VHS de l'intégrale de la saison 2 en 2000. L'édition DVD est sortie le 18 novembre 2004 et l'édition Blu-ray le 27 avril 2009.